# Nyctipolus
Nyctipolus is een geslacht van vogels uit de familie van de nachtzwaluwen (Caprimulgidae). De wetenschappelijke naam van het geslacht is voor het eerst geldig gepubliceerd in 1912 door Ridgway.

## Soorten
De volgende soorten zijn bij het geslacht ingedeeld:
- Nyctipolus hirundinaceus – Spix' nachtzwaluw
- Nyctipolus nigrescens – Roetnachtzwaluw